# Erika Ferraioli
Erika Ferraioli (ur. 23 marca 1986 w Rzymie) – włoska pływaczka, specjalizująca się głównie w stylu dowolnym.
Srebrna medalistka Mistrzostw Europy 2008 w sztafecie 4 x 100 m stylem dowolnym, brązowa medalistka Mistrzostw Europy 2012 w tej samej sztafecie, brązowa medalistka mistrzostw Europy na krótkim basenie ze Szczecina w sztafecie 4 × 50 m stylem dowolnym, wicemistrzyni Europy na krótkim basenie z Herning w sztafecie 4 × 50 m stylem dowolnym.
4-krotna medalistka Światowych Igrzysk Wojskowych 2011 z Rio de Janeiro.
Uczestniczka Igrzysk Olimpijskich 2008 w sztafecie 4 × 100 m stylem dowolnym (10. miejsce), a także 2012 na 50 m stylem dowolnym (32. miejsce) oraz w tej samej sztafecie (12. miejsce).
Reprezentantka klubu CS Esercito – CC Aniene trenowana przez Mirko Nozzolillo.